# Luis Romea
Luis Romea y Avendaño (f. 1920) fue un artista y periodista español.

## Biografía
Era sobrino del pintor Serafín Avendaño. Nacido en el siglo XIX y muy amigo de Torcuato Luca de Tena, fue uno de los promotores a finales del mismo de la revista Blanco y Negro, de la que llegó a ser subdirector. En lo que respecta a la pintura, actividad que cultivó principalmente en su juventud, fue discípulo de Casto Plasencia. En Madrid habría instalado uno de los primeros talleres de fotograbado de la capital. Falleció el 6 de octubre de 1920 en la Ciudad Lineal. Fue enterrado en el cementerio de San Isidro.